# Leonard Ngoma
Leonard Ngoma (ur. 2 stycznia 1979) – zambijski pływak stylem klasycznym, olimpijczyk.
Uczęszczał do Bolles School w Jacksonville. W trakcie studiów w Stanach Zjednoczonych reprezentował klub pływacki Wright State Raiders uniwersytetu Wright State University w Fairborn. Trenował ze swoim partnerem, asystentem trenera Sionem Brinnem, dwukrotnym olimpijczykiem (1996 i 2000).
Wystartował na igrzyskach olimpijskich w Sydney na dystansie 200 metrów stylem klasycznym, gdzie zajął 47. miejsce. W swoim wyścigu eliminacyjnym uzyskał najsłabszy czas 2:32.90, nie uzyskując awansu do następnego etapu.